# 在日モロッコ人
在日モロッコ人（ざいにちモロッコじん、アラビア語: مغاربة في اليابان）は、日本に一定期間在住するモロッコ国籍の人々である。

## 統計
日本の法務省の在留外国人統計によると、2023年12月末時点で在日モロッコ人は747人である。
在留資格別（3位まで）
| 順位 | 在留資格                 | 人数 |
| ---- | ------------------------ | ---- |
| 1    | 永住者                   | 250  |
| 2    | 日本人の配偶者等         | 219  |
| 3    | 技術・人文知識・国際業務 | 92   |

都道府県別（3位まで）
| 順位 | 都道府県 | 人数 |
| ---- | -------- | ---- |
| 1    | 東京     | 239  |
| 2    | 神奈川   | 86   |
| 3    | 大阪     | 47   |